# Ezequiel Bullaude
Ezequiel Eduardo Bullaude (Mendoza, 26 oktober 2000) is een Argentijns voetballer die doorgaans als middenvelder speelt. Hij komt uit voor Feyenoord.

## Clubcarrière

### Godoy Cruz
Bullaude speelde in zijn jeugd voor Godoy Cruz, uit zijn geboortestad Mendoza. Hij debuteerde in 2018 namens Godoy Cruz in het betaald voetbal, nadat hij eerder proefperiodes had bij Argentinos Juniors en Lanús. Zijn debuutwedstrijd eindigde in een 2-0 overwinning op Aldosivi in de Argentijnse Primera División.

### Feyenoord
Op 30 augustus 2022 maakte Feyenoord bekend dat het Bullaude had gecontracteerd tot medio 2027. Hij speelt bij de Rotterdammers met rugnummer 30. Op 11 september 2022 maakte hij zijn debuut, tegen Sparta Rotterdam (3-0). Hij kwam in de 85e minuut in de ploeg voor Orkun Kökçü. Drie dagen later maakte hij zijn debuut in de UEFA Europa League, tegen SK Sturm Graz (6-0). Hij scoorde zijn eerste doelpunt voor de Rotterdammers ook in de Europa League, tegen FK Sjachtar Donetsk op 9 maart 2023. Hij verving in de 86e minuut Alireza Jahanbakhsh en scoorde in de 88e minuut de gelijkmaker.

### Boca Juniors
Medio 2023 keerde Bullaude terug naar zijn geboorteland, naar CA Boca Juniors, dat hem huurde van Feyenoord. Hij maakte op 3 september zijn debuut tegen CA Tigre (0-1). Op 4 april 2024 maakte hij zijn debuut in de Copa Sudamericana, tegen het Boliviaanse Nacional. Bullaude speelde 20 wedstrijden voor Boca Juniors, en scoorde één maal: in de beker tegen Club Almagro. Boca won de wedstrijd na penalty's.

## Clubstatistieken
| Carrièrestatistieken      | Carrièrestatistieken | Carrièrestatistieken | Carrièrestatistieken | Carrièrestatistieken | Carrièrestatistieken | Carrièrestatistieken | Carrièrestatistieken | Carrièrestatistieken | Carrièrestatistieken | Carrièrestatistieken | Carrièrestatistieken | Carrièrestatistieken |
| Seizoen                   | Club                 | Competitie           | Competitie           | Competitie           | Beker                | Beker                | Internationaal       | Internationaal       | Overig               | Overig               | Totaal               | Totaal               |
| Seizoen                   | Club                 | Competitie           | Wed.                 | Dlp.                 | Wed.                 | Dlp.                 | Wed.                 | Dlp.                 | Wed.                 | Dlp.                 | Wed.                 | Dlp.                 |
| ------------------------- | -------------------- | -------------------- | -------------------- | -------------------- | -------------------- | -------------------- | -------------------- | -------------------- | -------------------- | -------------------- | -------------------- | -------------------- |
| 2018/19                   | Godoy Cruz           | Primera División     | 6                    | 0                    | 5                    | 0                    | 7                    | 0                    | –                    | –                    | 18                   | 0                    |
| 2019/20                   | Godoy Cruz           | Primera División     | 9                    | 0                    | 4                    | 2                    | –                    | –                    | 1                    | 0                    | 14                   | 2                    |
| 2020/21                   | Godoy Cruz           | Primera División     | 34                   | 10                   | –                    | –                    | –                    | –                    | –                    | –                    | 34                   | 10                   |
| 2021/22                   | Godoy Cruz           | Primera División     | 28                   | 6                    | 2                    | 0                    | –                    | –                    | –                    | –                    | 30                   | 6                    |
| Clubtotaal                | Clubtotaal           | Clubtotaal           | 77                   | 16                   | 11                   | 2                    | 7                    | 0                    | 1                    | 0                    | 96                   | 18                   |
| 2022/23                   | Feyenoord            | Eredivisie           | 9                    | 0                    | 2                    | 0                    | 4                    | 1                    | 0                    | 0                    | 15                   | 1                    |
| Clubtotaal                | Clubtotaal           | Clubtotaal           | 9                    | 0                    | 2                    | 0                    | 4                    | 1                    | 0                    | 0                    | 15                   | 1                    |
| 2023/24                   | → Boca Juniors       | Primera División     | 16                   | 0                    | 3                    | 1                    | 1                    | 0                    | 0                    | 0                    | 20                   | 1                    |
| Clubtotaal                | Clubtotaal           | Clubtotaal           | 16                   | 0                    | 3                    | 1                    | 1                    | 0                    | 0                    | 0                    | 20                   | 1                    |
| 2024/25                   | → Fortuna Sittard    | Eredivisie           | 27                   | 6                    | 2                    | 2                    | 0                    | 0                    | 0                    | 0                    | 29                   | 8                    |
| Clubtotaal                | Clubtotaal           | Clubtotaal           | 27                   | 6                    | 2                    | 2                    | 0                    | 0                    | 0                    | 0                    | 29                   | 8                    |
| Carrièretotaal            | Carrièretotaal       | Carrièretotaal       | 129                  | 22                   | 18                   | 5                    | 12                   | 1                    | 1                    | 0                    | 160                  | 28                   |
| Bijgewerkt op 18 mei 2025 |                      |                      |                      |                      |                      |                      |                      |                      |                      |                      |                      |                      |

## Erelijst
| Competitie           | Aantal    | Jaren     |
| Feyenoord            | Feyenoord | Feyenoord |
| -------------------- | --------- | --------- |
| Eredivisie           | 1x        | 2022/23   |
| Johan Cruijff Schaal | 1x        | 2024      |